# فلاد مولدوفانو
فلاد مولدوفانو (بالرومانية: Vlad Moldoveanu)‏ مواليد 11 فبراير 1988 في بوخارست، هو لاعب كرة سلة روماني. بدأ مسيرته الاحترافية في سنة 2011. يلعب في الدوري الروماني لكرة السلة. يحمل الرقم 1. يبلغ طوله 6 قدم 9 بوصة (2.1 م).

## المسيرة الاحترافية
لعب مع تريفيزو لكرة السلة في الدوري الإيطالي في موسم 2011–2012، ثم لعب مع إس تي بي لو هافر في الدوري الفرنسي في موسم 2012–2013، ثم لعب مع تورو زغورجيلتس في موسم 2014–2015، ثم لعب مع نادي جلونا غورا لكرة السلة في موسم 2015–2016.

## روابط خارجية
- فلاد مولدوفانو على موقع الاتحاد الدولي لكرة السلة (الإنجليزية)
- فلاد مولدوفانو على موقع الدوري الأوروبي لكرة السلة (الإنجليزية)
- فلاد مولدوفانو على موقع كرة السلة الأوروبية.كوم (الإنجليزية)
- فلاد مولدوفانو على موقع كلية كرة السلة في سبورتس رفرنس.كوم (الإنجليزية)
- فلاد مولدوفانو على موقع ريلجم (الإنجليزية)
- فلاد مولدوفانو على موقع بروبوليرز (الإنجليزية)
- فلاد مولدوفانو على موقع سبورتس رفرنس (الإنجليزية)